# Centre hospitalier de Finlande centrale
Le centre hospitalier de Finlande centrale (en finnois : Keski-Suomen keskussairaala) est l'ancien hôpital du KSSHP situé dans le quartier de Kukkumäki à Jyväskylä en Finlande. 

## Présentation
L'hôpital assurait les soins médicaux dans ses unités suivantes:
- Hématologie
- Réadaptation fonctionnelle
- Pédiatrie
- Gynécologie
- Neurologie
- Psychiatrie
- Urgences et infections
- Médecine et maladies respiratoires
- Cardiologie
- Oncologie
- Service de soins intensifs
- Néonatologie

## Architecture

### Ancien bâtiment
L'hôpital a été conçu par les architectes Jonas Cedercreutz et Helge Railo. 
L'hôpital ouvre en 1954, avec 375 lits de patients et plus de 3 000 employés.
Le batiment est et rénové entre 1982 et 2002.

### Nouveau bâtiment Nova
En août 2016, le district hospitalier de Finlande centrale lance la construction d'un nouvel hôpital du côté ouest de l'hôpital existant.
Les 18 et 19 janvier 2021, les patients sont transférés à l'hôpital central de Finlande centrale Nova.